# Hasemania
A Hasemania a sugarasúszójú halak (Actinopterygii) osztályának pontylazacalakúak (Characiformes) rendjébe, ezen belül a pontylazacfélék (Characidae) családjába tartozó nem.

## Tudnivalók
A Hasemania-fajok Dél-Amerika édesvizeinek lakói. Sokukat akváriumi halként is tartják. Méretük fajtól függően 2,7-7 centiméter között változik.

## Rendszerezés
A nembe az alábbi 9 faj tartozik:
- Hasemania crenuchoides Zarske & Géry, 1999
- Hasemania hanseni (Fowler, 1949)
- Hasemania kalunga Bertaco & Carvalho, 2010
- Hasemania maxillaris Ellis, 1911
- Hasemania melanura Ellis, 1911 - típusfaj
- Hasemania nambiquara Bertaco & Malabarba, 2007
- rézlazac (Hasemania nana) (Lütken, 1875)
- Hasemania piatan Zanata & Serra, 2010
- Hasemania uberaba Serra & Langeani, 2015